# Giovanni Battista Grassi
Giovan Battista Grassi (Rovellasca, 27 marzo 1854 – Roma, 4 maggio 1925) è stato un medico, zoologo, botanico ed entomologo italiano.

## Biografia

### Gli anni giovanili
Giovan Battista Grassi nacque a Rovellasca, in Provincia di Como, il 25 marzo 1854, da Luigi Battista Grassi, funzionario pubblico e da Costanza Mazzucchelli, di origine contadina. Conosciuto come "Giovanni", il vero nome, così come riportato sulla facciata della casa natale di Rovellasca, è Giovan Battista Grassi. Compiuti gli studi elementari e ginnasiali nel collegio privato Bolchi-Stucchi di Saronno, e quelli liceali a Como, nel liceo Volta, nell'ottobre del 1872, si iscrisse alla facoltà di Medicina dell'Università degli Studi di Pavia, convittore del Collegio Ghislieri. Fu un appassionato naturalista e spesso lo si vedeva vagare per i campi intento all'osservazione e alla raccolta di insetti. Nel 1876, ancora studente, mentre si trovava a Rovellasca, aveva notato che c'era stata una grave moria di gatti dovuta a cause assolutamente sconosciute; sezionando gli animali morti fu in grado di dimostrare che l'agente causale era un parassita molto simile all'Ancylostoma duodenale, che è all'origine di gravi anemie nei paesi tropicali.

### Prime attività di ricerca
Nel 1878, conseguita la laurea in medicina, continuò ad occuparsi dell'Ancylostoma e decise di applicare i risultati ottenuti allo studio del parassita umano. Nello stesso anno vedendo una donna affetta da una grave forma di anemia egli sospettò si trattasse di un Ancylostoma ed a seguito di indagini trovò effettivamente le uova del parassita nelle feci della donna. A causa della sua particolare inclinazione alla zoologia, vinta una borsa di studio, decise di lasciare Pavia e si trasferì prima presso la Stazione Zoologica di Messina, per seguire le ricerche del professore Nicolaus Kleinenberg, zoologo e ricercatore sull'embriologia degli invertebrati e poi presso la Stazione Zoologica di Napoli. Durante la permanenza a Messina si dedicò allo studio istologico ed embriologico dei Chetognati, un gruppo di animali di cui individuò quattordici nuove specie e del quale cercò, senza successo, le affinità biologiche; concluse che si trattava di un phylum isolato, non collocabile in alcuno schema filogenetico.

### Il trasferimento a Heidelberg

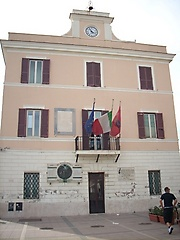
Casa e ufficio di G.B. Grassi di Fiumicino, oggi sede di alcuni uffici del Comune

Deciso a completare la propria formazione come zoologo, nel 1879 si trasferì a Heidelberg (Germania), dove rimase fino al 1880, per seguire le lezioni e il laboratorio dell'eminente zoologo e anatomista Karl Gegenbaur, la cui scuola, in linea con la teoria darwiniana, cercava di portare prove di affinità e parentela tra specie, sulla base di omologie e analogie. A Heidelberg incontrò la ricercatrice Marie Koenen, che fu dapprima sua assistente e poi sua moglie.

### Gli studi sui platelminti
Sin dal 1879 iniziò ad occuparsi anche di platelminti e fu il primo a dimostrare che l'intero ciclo vitale del parassita Hymenolepis nana si può compiere in un unico animale senza dover passare per un ospite intermedio. Egli fu anche in grado di dimostrare che le pulci sono l'ospite intermedio della Taenia cucumerina. Infatti date le pessime condizioni igieniche delle campagne italiane era molto facile che un bambino ingerisse latte contaminato da pulci infette, entrando così in contatto con quest'ospite indesiderato. Fu in quegli anni che Giovan Battista Grassi comprese l'importanza degli ospiti intermedi ai fini della lotta contro le più diffuse malattie parassitarie di quel tempo. Nel 1881 fu in grado di dimostrare il dimorfismo nell'Anguillola intestinalis e che l'Ascaris lumbricoides si sviluppa direttamente dalle uova ingerite accidentalmente dall'uomo.

### Gli studi sui protozoi
Nel 1883, a soli ventinove anni, a seguito di concorso, venne nominato professore di zoologia, anatomia e fisiologia comparata all'Università degli Studi di Catania, dove riprese gli studi sugli elminti parassiti e contemporaneamente in collaborazione con lo studioso Salvatore Calandruccio iniziò a studiare il ciclo vitale delle anguille dimostrando sul campo e in laboratorio la metamorfosi larvale delle stesse. Nel 1890-1893 tornò ad occuparsi di protozoi di cui si era già occupato intorno al 1880 e, studiando le termiti, ipotizzò il ruolo determinante di alcuni flagellati per la digestione del legno di cui sembravano alimentarsi le termiti. Nel 1904, poi, in collaborazione con Anna Foà, Giovan Battista Grassi precisò le caratteristiche della struttura dei flagellati e del loro processo riproduttivo.
Nei lavori sui parassiti concentrò la sua attenzione in modo particolare sulla mosca domestica e giunse a dimostrare che esse potevano ospitare, nel loro intestino, uova di tenie e di altri parassiti, che venivano deposte con le feci. Affermava inoltre che le mosche erano pericolosi vettori di malattie infettive, epidemiche e parassitarie e che la loro distruzione rappresentava una condizione essenziale per il miglioramento della salute pubblica. Nel 1895 Grassi ottenne il trasferimento all'Università di Roma dove insegnò, fino al termine della sua carriera, anatomia comparata ed entomologia agraria. In quel periodo si occupò, tra l'altro, di entomologia di base (scoprendo una nuova specie di aracnidi che battezzò "Koenenia mirabilis") e di entomologia applicata all'agricoltura e alla medicina.

### Gli studi sulla malaria
La fama di Giovan Battista Grassi è legata, soprattutto, ai suoi studi sulla malaria che fino al XIX secolo, oltre ad essere molto diffusa in tutte le regioni del mondo a clima temperato o tropicale, era presente anche in Italia e mieteva un enorme numero di vittime. Seguendo le idee di Alphonse Laveran, medico militare, che in Algeria, nel 1878, attraverso le lenti del microscopio aveva notato che il sangue delle vittime della malaria conteneva misteriosi corpi pigmentati differenti dai batteri, Grassi, nel 1890 ed in collaborazione con il clinico Raimondo Feletti, scoprì il Plasmodium vivax senza però riuscire ad identificare il meccanismo di trasmissione. Alcuni studiosi, compreso Alphonse Laveran, sospettarono che il vettore responsabile potesse essere la zanzara. In particolare Patrick Manson dimostrò che la filariasi (malattia parassitaria) poteva essere trasmessa all'uomo dagli insetti e sosteneva la tesi che la malaria potesse essere trasmessa dalla zanzara analogamente a quanto egli stesso aveva dimostrato per la Filaria.

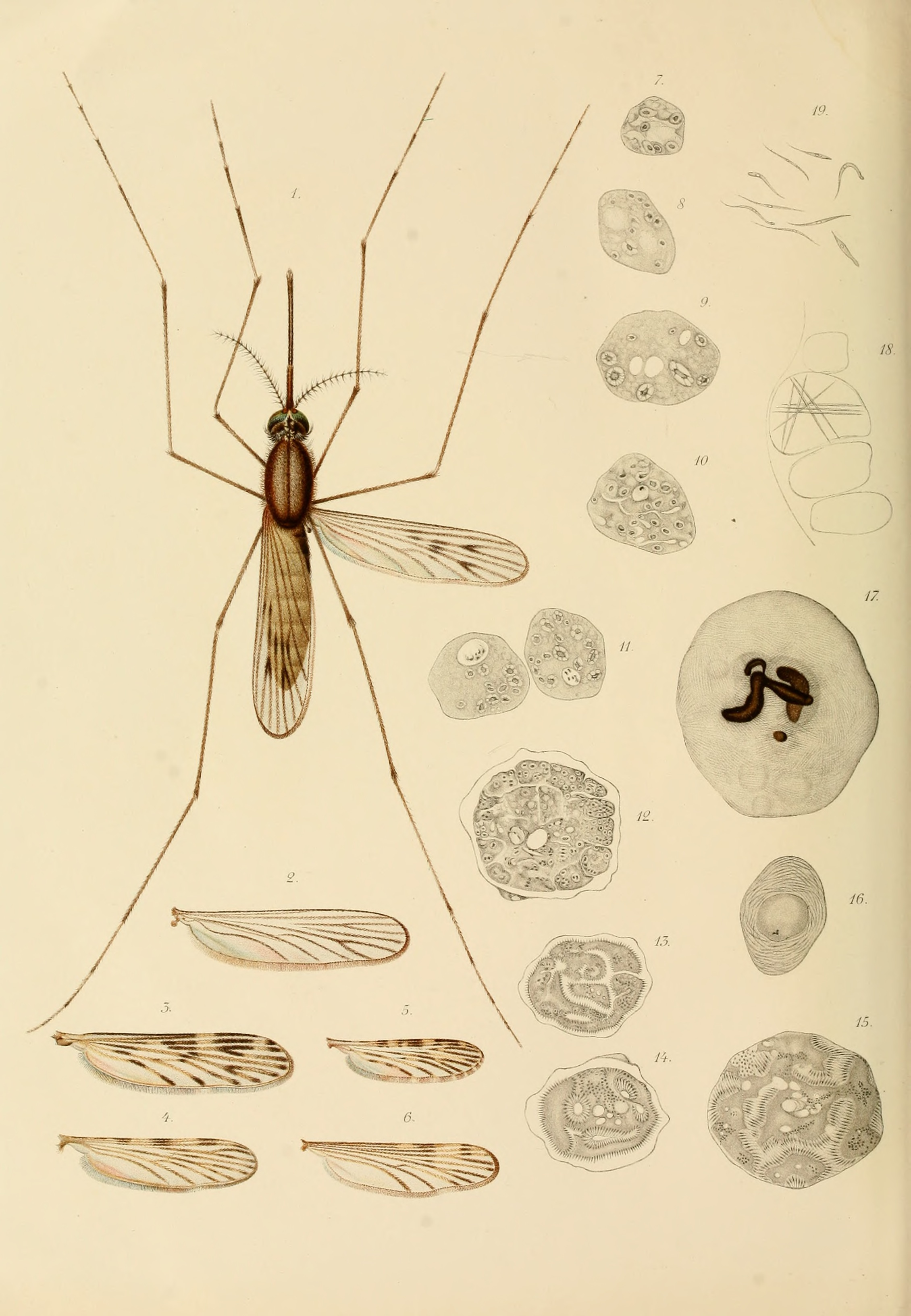
Disegno originale di G.B. Grassi sul ciclo della malaria trasmessa dalla zanzara Anopheles

Sulle idee di Patrick Manson, lavorò Ronald Ross, un medico militare inglese, che prestava servizio nei paesi tropicali, dove aveva in cura malati di malaria. Nello stesso periodo, Grassi, sempre con la collaborazione di Raimondo Feletti, autonomamente e indipendentemente da Ronald Ross, lavorò nella medesima direzione e tra il 1891 e il 1892 scoprì il parassita della malaria degli uccelli, il Protosoma praecox, che somigliava molto al Plasmodium vivax. Nell'ambito dell'attività di ricerca, decise di ottenere un quadro completo delle relazioni esistenti tra la malaria e le zanzare; in primo luogo osservò che dove erano presenti casi di malaria vi erano anche zanzare ma anche che non in tutte le zone infestate da zanzare vi erano casi di malaria. Sulla base di tale osservazione arrivò alla conclusione che solo una specie particolare di zanzara doveva essere responsabile della trasmissione della malaria.
Dopo i risultati ottenuti da Ronald Ross a seguito degli studi preliminari compiuti in India (1897) sulla malaria umana e la dimostrazione sperimentale della trasmissione della malaria aviaria degli uccelli da Culex pipiens, Giovan Battista Grassi, nel luglio del 1898 intraprese un ampio studio biogeografico che gli consentì di correlare la presenza della malaria ad un genere particolare di zanzara, le Anofeli.
In collaborazione con i patologi Giuseppe Bastianelli e Amico Bignami, studiò il ciclo vitale del Plasmodio nell'uomo e nelle zanzare e nel novembre del 1898 realizzò sperimentalmente la trasmissione della malaria in un soggetto sano attraverso la puntura di Anopheles raccolte in aree malariche. L'anno successivo fu in grado di dimostrare che l'Anopheles si infetta quando punge un essere umano infetto e annunciò quella che venne chiamata “La legge di Grassi”: malaria = anofeli + esseri umani infetti.
Tra il 1900 e il 1902, Grassi, in collaborazione con i dottori G. Noè, G. Pittalunga e G. Riccioli, compì una serie di esperimenti mirati a trovare una soluzione alla malaria che infestava la zona di Ostia e la pianura di Capaccio, presso Paestum, dimostrando, con successo, l'efficacia della protezione meccanica contro la malaria. Dette protezioni consistevano in: abitazioni solide, permanenza all'interno degli alloggi dopo il tramonto e prima dell'alba, apposizione di reticelle metalliche alle porte e alle finestre allo scopo di ridurre al minimo il contatto con gli insetti. Per poter combattere al meglio la malaria, Grassi suggerì al Parlamento di intraprendere una campagna di protezione chimica che contemplava la somministrazione del chinino - che uccide i parassiti - che ebbe inizio nel 1901 e che proseguì negli anni successivi, fino alla bonifica delle aree interessate dalla malaria.

### I contrasti con Ronald Ross
Alla fine dell'Ottocento, Ronald Ross iniziò una campagna diffamatoria contro i ricercatori italiani per rivendicare la priorità della scoperta del meccanismo di trasmissione della malaria, sicuramente con la prospettiva del premio Nobel. In particolare mise in dubbio l'originalità della ricerca di Giovan Battista Grassi, insistendo sul fatto che la sua indicazione che una “zanzara grigio pezzato con le ali” era stata responsabile della trasmissione, aveva guidato Grassi nella identificazione del vettore. Ne nacque una grossa disputa, attestata in vari documenti d'archivio custoditi presso il Museo di Anatomia Comparata, Dipartimento di Biologia e biotecnologie Charles Darwin (Polo museale Sapienza), che venne interpretata come ambizione personale, orgoglio personale e nazionale che ben poco avevano a che fare con la scienza.
Secondo alcuni storici della medicina, Ronald Ross arrivò prima di Giovan Battista Grassi alla conclusione che sono proprio le zanzare a trasmettere la malaria e fu anche il primo ad ottenere la trasmissione della malaria da un uccello all'altro attraverso la puntura di una zanzara. Secondo gli stessi studiosi fu, però, Giovan Battista Grassi ad identificare per primo nell'Anopheles il vettore della malattia.

### Il mancato conferimento del Premio Nobel per la medicina

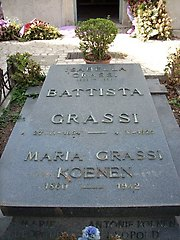
Tomba di G.B. Grassi presso il piccolo cimitero di Fiumicino, in Via Portuense, 2293

Nel 1902, per la scoperta della modalità di trasmissione della malaria, venne insignito del Premio Nobel per la medicina Ronald Ross. Tale scelta non venne accettata da Grassi che per reazione decise di abbandonare gli studi sulla malaria e dedicarsi ad altri temi di ricerca; in particolare si dedicò allo studio del ciclo vitale del parassita della vite (Phylloxera vastatrix), che alla fine dell'Ottocento aveva provocato danni di entità incalcolabile alla produzione del vino in Europa. Negli studi condotti, riuscì a dimostrare la differenza tra i ceppi europei e americani, suggerendo misure di controllo adeguate. Nello stesso periodo Grassi si interessò di argomenti di medicina sociale ed in particolare effettuò ricerche sulla necrosi fosforica che colpiva i lavoratori dell'industria dei fiammiferi e sul gozzo endemico presente in alcune valli alpine italiane.

### Il ritorno agli studi sulla malaria
Alla fine della prima guerra mondiale si ebbe una grave recrudescenza di malaria e ciò indusse Grassi ad occuparsene nuovamente. Nel 1918 fondò un “Osservatorio della Malaria” a Fiumicino, nel delta del Tevere, dove studiò le abitudini di volo della zanzara e fece un ampio studio epidemiologico sull'incidenza della malaria nella zona, suggerendo vari metodi di controllo della stessa. A partire dal 1918 studiò le popolazioni di anofele in tre località - Orti di Schito nel napoletano, Massarosa in provincia di Lucca e Chignolo Po nei pressi di Pavia - dove la presenza di Anopheles claviger non era accompagnata da malaria; dopo tre anni di studi gli fu possibile dimostrare che esisteva una specie di anofele che non punge l'uomo ma solo gli animali. Grassi continuò a studiare la malaria e mentre correggeva un proprio manoscritto sulla biologia delle zanzare Anopheles superpictus, morì a Roma il 4 maggio 1925. Secondo le sue ultime volontà fu sepolto nel piccolo cimitero di Fiumicino.

## Riconoscimenti
Grassi, per la scoperta della malaria non ricevette il Premio Nobel per la medicina ma in compenso nella sua lunga carriera ricevette numerosi riconoscimenti.
- Nel 1896 ricevette dalla Royal Society di Londra la Darwin Medal per i suoi lavori sulle termiti e sulle anguille.
- Nel 1904 l'Accademia delle Scienze di Torino gli conferì il premio Vallauri e il premio Reale dell'Accademia dei Lincei.
- Nel 1909 l'Università di Lipsia gli conferì la laurea honoris causa.
- A suo nome sono intitolate piazze, strade, istituti e ospedali. A 30 anni dalla sua morte le Poste Italiane lo hanno commemorato con un francobollo da 25 lire[17]. A lui è dedicato uno dei 229 busti di italiani illustri che ornano la passeggiata del Pincio a Roma.
- Nella città di Saronno gli è stato dedicato il liceo scientifico statale, dove sono accessibili sia l'indirizzo tradizionale che quello di Scienze Applicate. Similmente, anche a Lecco e a Latina (città costruita nell'Agro Pontino, in cui si debellò proprio la malaria) è stato intitolato un liceo scientifico a suo nome.

## Opere
- Nuove ricerche sulle Termiti, in Bull. della Soc. entomologica italiana, XIX (1877), pp. 75–80;
- Intorno all'Anchilostoma duodenale, Pavia 1878 (in collaborazione con C. ed E. Parona);
- Intorno a una nuova malattia del gatto, analoga alla clorosi d'Egitto dell'uomo, in Giorn. di anatomia, fisiologia e patologia degli animali, X (1878), pp. 349–358;
- Sovra l'anguillula intestinalis (Rabdonema strongiloides), in Rendiconti del R. Ist. lombardo di scienze lettere e arti, XII (1879), 2, pp. 228–233;
- Intorno ad alcuni Protisti endoparassitici ed appartenenti alla classe dei Flagellati, Lobosi, Sporozoi e Ciliati, in Atti della Soc. italiana di scienze naturali, XXIV(1882), pp. 1–54;
- Lo sviluppo della colonna vertebrale nei pesci (1882-1883)
- I Chetognati (1883)
- Contribuzione allo studio del bacillo-virgola, Gazzetta degli Ospitali, 24-28 settembre 1884 (nn. 77-78), pp. 16
- I progenitori degli Insetti e dei Miriapodi, I, Morfologia delle Scolopendrelle, in Mem. della R. Acc. delle scienze di Torino, s. 2, XXXVII (1886), pp. 593–624;
- L'Japix e la Campodea, in Atti dell'Accademia Gioenia, s. 3, XIX (1886), pp. 1–128;
- Contribuzione allo studio dell'anatomia del genere Machilis, ibid., pp. 101–128;
- Cenni anatomici sul genere Nicoletia, in Bull. della Soc. entomologica italiana, XVIII (1886), pp. 173–180;
- Il sistema dei Tisanuri fondato soprattutto sullo studio dei Tisanuri italiani, in Il Naturalista siciliano, IX (1886), 2, pp. 25–41; 3, pp. 53–68; 4, pp. 77–87; 5, pp. 105–124 (in collaborazione con G. Rovelli);
- I Progenitori degli insetti e dei miriapodi (1886)
- Anatomia comparata dei Tisanuri e considerazioni generali sull'organizzazione degli Insetti, in Mem. della R. Acc. dei Lincei, s. 4, IV (1888), pp. 543–606;
- Come la tenia nana arrivi nel nostro organismo. Nota preliminare, in Giorn. di anatomia, fisiologia e patologia degli animali, XIX (1887), 3, pp. 153–155;
- Morfologia e sistematica di alcuni Protozoi parassiti. Nota preliminare, in Rendiconti della R. Acc. dei Lincei, s. 4, VI (1888), 1, pp. 5–12;
- Re e regine di sostituzione nel regno delle Termiti, in Boll. della Soc. entomologica italiana, XX (1888), pp. 139–147;
- Parassiti malarici degli Uccelli. Classificazione dei parassiti malarici. Corpi flagellati, in Atti dell'Accademia Gioenia, III (1891), 18, pp. 1–14 (in collaborazione con R. Feletti);
- Ricerche embriologiche sui Cestodi, ibid., IV (1892), pp. 1–108 (con C. Rovelli);
- Le Leptocefalide e la loro trasformazione in Murenide, in Rend. della R. Acc. dei Lincei, s. 5, I (1892), 1, pp. 375–379 (in collaborazione con S. Calandruccio);
- Ulteriori ricerche sui Leptocefali, ibid., s. 5, II (1893), 1, pp. 450–452
- Sullo sviluppo dei Murenoidi, ibid., V (1896), 1, pp. 348 s.;
- The reproduction and metamorphosis of the common Eel (Anguilla vulgaris), in Proceed. of the Royal Society of London, LX (1896), pp. 262–271;
- Il ciclo evolutivo degli emosporidi, in Rend. della R. Acc. dei Lincei, s. 5, VII (1898), 2, pp. 308–313 (con A. Dionisi);
- Osservazioni sul rapporto della seconda spedizione malarica in Italia, presieduta dal prof. Koch, I, ibid., VIII (1899), 2, pp. 193–203; II, ibid., pp. 223–230;
- Propagazione delle filarie del sangue esclusivamente per mezzo della puntura di peculiari zanzare, ibid., IX (1900), 2, pp. 157–162 (con G. Noè);
- Studi di uno zoologo sulla malaria, Roma 1900;
- Aggiunte all'opera Studi di uno zoologo..., Roma 1902;
- A proposito della storia delle recenti scoperte sul modo di trasmissione della malaria... Aggiunte all'opera Studi di uno zoologo..., Milano 1903;
- Relazione dell'esperimento di profilassi chimica contro l'infezione malarica fatto ad Ostia nel 1901, ibid. 1902 (con altri);
- La vita. Ciò che sembra ad un biologo (1906);
- Contribuzione allo studio dello sviluppo dei Murenoidi, in Memorie del R. Comitato talassografico italiano, I (1910), pp. 1–15;
- Intorno ai Protozoi dei Termiti, in Rend. della R. Acc. dei Lincei, s. 5, XX (1911), pp. 725–741 (con A. Foà);
- I progressi della biologia e delle sue applicazioni pratiche conseguiti in Italia nell'ultimo cinquantennio (1911)
- Il ministero dell'Agricoltura di fronte alla scienza, Roma 1912;
- Contributo alla conoscenza delle uova e delle larve dei Murenoidi, in Mem. della R. Acc. dei Lincei, s. 5, X (1914), pp. 37–43;
- Quel che si sa e quel che non si sa intorno alla storia naturale dell'anguilla, in Memorie del R. Comitato talassografico italiano, XXXVII (1914), pp. 1–50;
- Flagellati viventi nelle Termiti, I, in Mem. della R. Acc. dei Lincei., s. 5, XII (1917), pp. 331–394;
- Riassunto di una memoria riguardante la storia naturale dell'Anguilla, in Rend. della R. Acc. dei Lincei, XXVIII (1919), 1, pp. 313–319;
- Osservazioni sulla vita degli Anofeli, 1, ibid., XXIX (1920), 2, pp. 307–313; 2, ibid., pp. 339–344;
- Twenty-five years after. A chronicle of the discoveries relating to the mode of the transmission of human malaria, in Parasitology, XVI (1923), pp. 355–364;
- Nuovi contributi alla biologia degli Anofeli, in Rend. della R. Acc. dei Lincei, s. 5, XXXII (1923), 1, pp. 373–375, 438-442;
- Sperimenti sulle presunte diverse razze o specie di fillossera della vite, ibid., XXXIII (1924), 1, pp. 47–52 (in collaborazione con M. Topi).